# جي بي دي فورميس 2007
جي بي دي فورميس 2007 (بالفرنسية: Grand Prix de Fourmies 2007)‏ هو سباق دراجات هوائية، وهو الموسم رقم 75 من السباق، وأقيم في 16 سبتمبر 2007، وامتدّ لمسافة 200 كيلومتر، وهو أحد سباقات طواف أوروبا للدراجات 2006–07، وهو من نوع سباق يوم واحد، وقد شارك في السباق 168 متسابقاً ووصل إلى نهايته 31 متسابقاً.
فاز فيه بالمركز الأول بيتر فيليس، وبالمركز الثاني دانيلي نارديلو، وبالمركز الثالث بادن كوك.

## التصنيف العام النهائي
| \| التصنيف العام \| التصنيف العام \| التصنيف العام \| التصنيف العام \| التصنيف العام \| \| العداء \| العداء \| الفريق \| الوقت \| \| \| ------------- \| -------------- \| ------------------------------- \| ------------- \| ------------- \| \| 1 \| بيتر فيليس \| فيسينهوف فيلت [الإنجليزية]‏ \| \| \| \| 2 \| دانيلي نارديلو \| LPR (cycling team) [الإنجليزية]‏ \| \| \| \| 3 \| بادن كوك \| Cycle Collstrop [الإنجليزية]‏ \| \| \| |                |                     |       |  |
| |                |                     |       |  |
| مصادر: ProCyclingStats Cycling Archives |                |                     |       |  |
| التصنيف العام |                |                     |       |  |
| العداء | العداء         | الفريق              | الوقت |  |
| 1 | بيتر فيليس     | فيسينهوف فيلت ‏      |       |  |
| 2 | دانيلي نارديلو | LPR (cycling team) ‏ |       |  |
| 3 | بادن كوك       | Cycle Collstrop ‏    |       |  |

## وصلات خارجية
- لمحة عن سباق جي بي دي فورميس 2007 على موقع  ProCyclingStats   (برو  سايكلنج  ستاتس) - إحصاءات  محترفي  الدراجات.

- جي بي دي فورميس 2007 على موقع إحصائيات الدراجات الإحترافية (الإنجليزية)
- جي بي دي فورميس 2007 في موقع Cycling Archives سايكلنج أركايفز